# Точна копія (Сімак)
Точна копія (англ. Carbon Copy) — коротка науково-фантастична повість Кліффорда Сімака, вперше опублікована журналом «Galaxy Science Fiction» у грудні 1957 року.

## Сюжет
Рієлтору Гомеру Джексону незнайомець в туфлях вдягнених ліва-на-праву запропонував хороші комісійні за здачу в оренду будинків в новому котеджному містечку.
Угода виглядала підозрілою, оскільки договори оренди мали бути на 99 років і за сміховинну ціну.
Єдиною передумовою для укладення угоди була купівля авто у обумовленого дилера.
Незнайомець запевнив, що він отримає свою вигоду від наповненності торгового центру в цьому містечку.
Після того як всі будинки були здані в оренду і Гомер отримав свої комісійні, незнайомець запропонував здати їх ще раз, запевнивши, що будинки так ніхто і не заселив.
Гомер відвідав будинки, це дійсно було правдою, хоча по телефону всі нові власники запевняли, що заселились і дякували йому за відмінне житло.
Після декількох ітерацій орендування будинків, незнайомець направив Гомера в банк котеджного містечка, де той мав отримати зароблені гроші.
Але в банку його перенаправили в другий банк, в який можна було потрапити тільки тримаючи в руках спеціальний предмет, подібний до того який був на всіх проданих жителям автомобілях.
Президент банку зустрівся з Гомером і розповів йому, що це котеджне містечко побудоване не місцевими і навряд чи підпадає під законодавство США, але коли воно розростеться, то можливо його передадуть місцевим.
Вийшовши з другого банку, Гомер виявив, що вулиці містечка наповнені жителями. Але вийшовши через ворота містечка, він знову побачив його порожнім.
Зрозумівши, що його роботодавець є інопланетним прибульцем, Гомер прийшов в його офіс для розмови. Але там він застав іншого інопланетянина, який вибачився за свого одноплемінника, якого охарактеризував як невиправного жартуна, який заради власної розваги підмінив проект допомоги розроблений для Землі, планом для іншої планети, яку розраховували врятувати від перенаселення.
Вибаченням за традицією інопланетян мало бути показове самогубство. На прохання Гомера розкрити справжній план допомоги для Землі, чужинець повідомив, що для його успіху той має залишатися таємницею.
Знаючи, що після згортання інопланетного котеджного містечка, його мешканці звинувачуватимуть Гомера, той вирішив втікати з міста з заробленими грошима, але номінал купюр виявився ще одним жартом інопланетного жартуна.